# Reactor nuclear

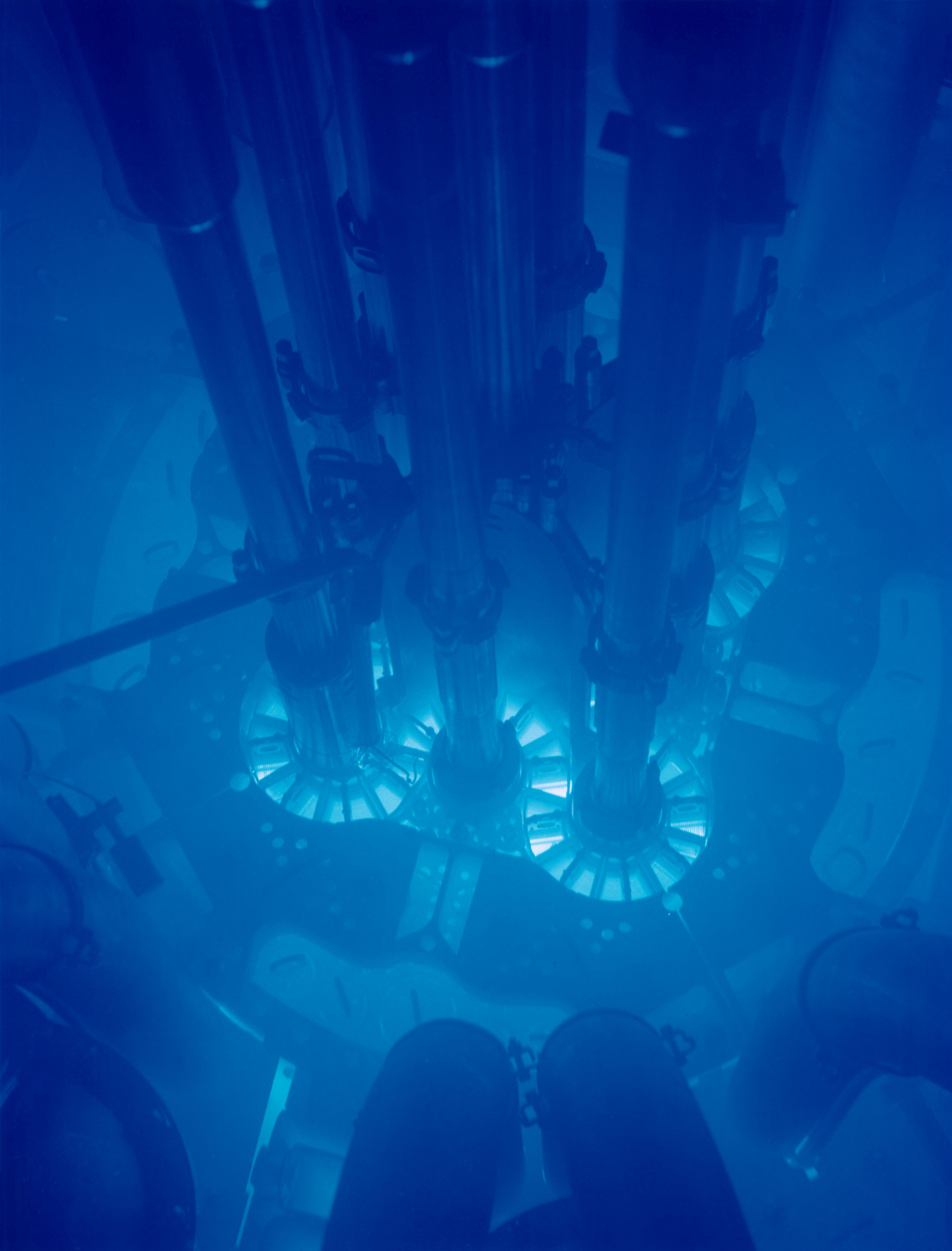
Reactor de Pruebas Avanzado

Un reactor nuclear es un dispositivo en donde se produce una reacción nuclear en cadena de forma controlada.
Se puede utilizar para la obtención de energía en las centrales nucleares, que pueden disponer de uno o varios reactores; para la producción de materiales fisionables, como el plutonio u otros isótopos de uso en medicina y otras industrias; para ser usados en armamento nuclear; en la propulsión nuclear de buques, submarinos o de satélites artificiales o para la investigación.
Actualmente solo producen energía de forma comercial los reactores nucleares de fisión, aunque existen reactores nucleares de fusión experimentales.
La potencia de un reactor de fisión nuclear varía según su tamaño y función designada desde el orden del kW térmicos hasta el orden del gigavatio térmico.
Según su aplicación, esta potencia térmica generada puede disiparse o emplearse para la generación de potencia eléctrica.
Para su correcto funcionamiento, necesitan de un caudal constante de agua fría que permita su adecuada refrigeración.
Por este motivo, de manera similar a las centrales térmicas convencionales, deben ser instalados en zonas cercanas al agua, generalmente ríos o el mar.
Los reactores nucleares no emiten gases de efecto invernadero ni otros contaminantes atmosféricos durante su funcionamiento: las torres de refrigeración únicamente liberan vapor de agua producido en la refrigeración del reactor.
Sin embargo, sí producen residuos radiactivos, incluyendo isótopos con vidas medias del orden de decenas de miles de años, periodo en el que deben ser almacenados en condiciones de seguridad hasta que sus niveles de radiactividad sean suficientemente bajos o se opte por su almacenamiento definitivo en un almacenamiento geológico profundo.
El primer prototipo de reactor nuclear fue construido por Enrico Fermi.[cita requerida] 

El reactor nuclear natural de Oklo, ubicado en Gabón, es un ejemplo de reactor nuclear natural. 
Es un yacimiento de uranio en el que ocurrieron reacciones nucleares de fisión en cadena sostenidas en el tiempo por periodos de miles de años.

## Componentes principales
Un reactor nuclear de fisión consta de las siguientes partes esenciales:
- Combustible: Isótopo fisible (divisible) o fértil (convertible en fisionable por activación neutrónica): Uranio-235, Uranio-238, plutonio-239, Torio-232, o mezclas de estos (MOX, Mezcla de óxidos de uranio y plutonio).[2] El combustible habitual en las centrales refrigeradas por agua ligera es el dióxido de uranio enriquecido, en el que alrededor del 3 % de los núcleos de uranio son de U-235 y el resto de U-238. La proporción de U-235 en el uranio natural es sólo de 0,72 %, por lo que es necesario someterlo a un proceso de enriquecimiento en este nucleido.

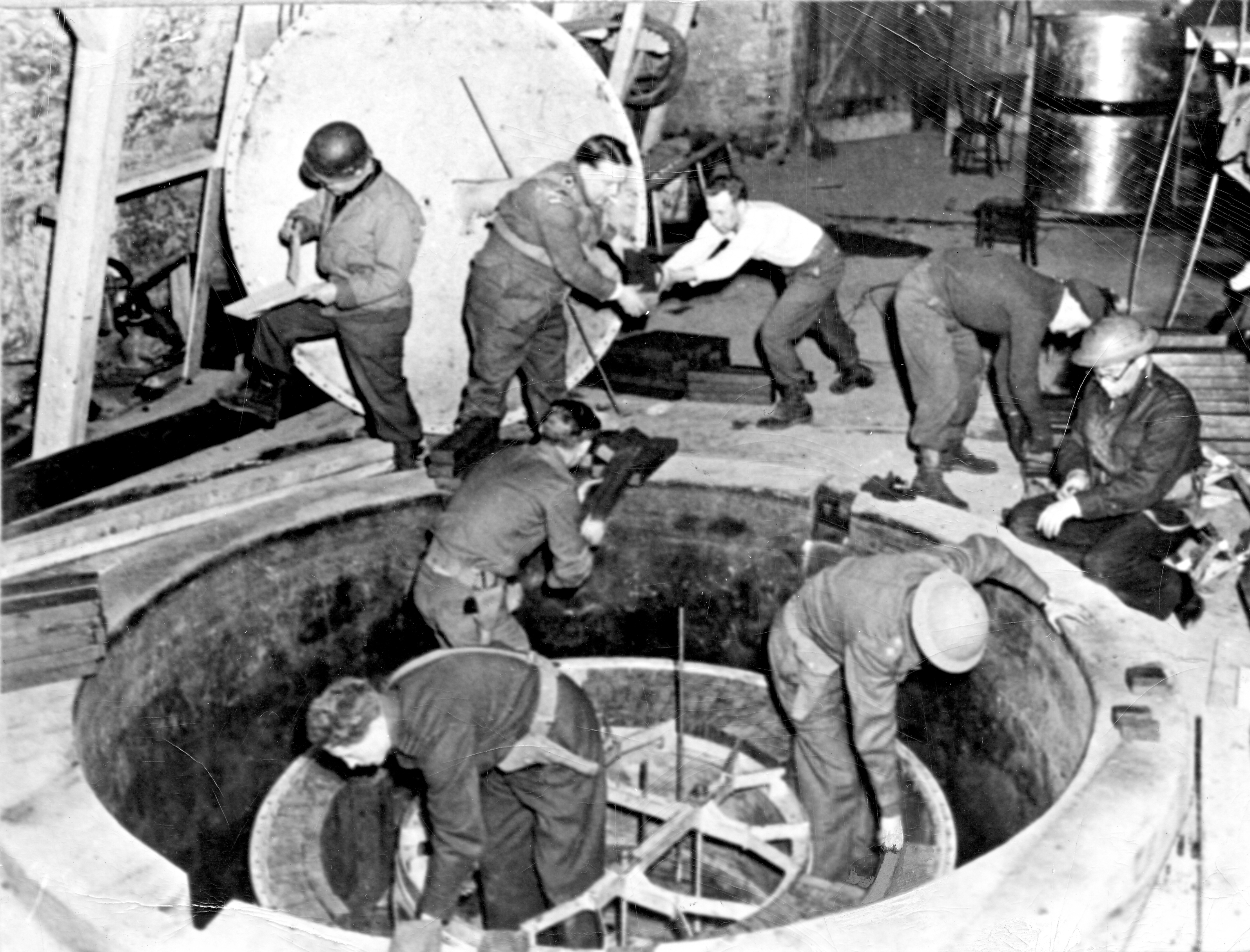
Grafito moderador en pila nuclear de uranio, en Haigerloch, Alemania. (1945)

- Moderador: Agua, agua pesada, grafito, sodio metálico: Cumplen con la función de frenar la velocidad de los neutrones producidos por la fisión, para que tengan la oportunidad de interactuar con otros átomos fisionables y mantener la reacción. Como regla general, a menor velocidad del neutrón, mayor probabilidad de fisionar con otros núcleos del combustible en los reactores que usan uranio 235 como combustible.
- Refrigerante: Agua, agua pesada, anhídrido carbónico, helio, sodio metálico: Conduce el calor generado hasta un intercambiador de calor, o bien directamente a la turbina generadora de energía eléctrica o propulsión.
- Reflector: Agua, agua pesada, grafito, uranio: reduce el escape de neutrones y aumenta la eficiencia del reactor.
- Blindaje: Hormigón, plomo, acero, agua: Evita la fuga de radiación gamma y neutrones rápidos.
- Material de control: Cadmio o boro: hace que la reacción en cadena se pare. Son muy buenos absorbentes de neutrones. Generalmente se usan en forma de barras o bien disuelto en el refrigerante.
- Elementos de Seguridad: Todas las centrales nucleares de fisión, constan desde 2007 de múltiples sistemas, activos (responden a señales eléctricas), o pasivos (actúan de forma natural, por gravedad, por ejemplo). La contención de hormigón que rodea a los reactores es la principal de ellas. Evitan que se produzcan accidentes, o que, en caso de producirse, no haya una liberación de radiactividad al exterior del reactor.

## Tipos de reactores nucleares de fisión
Existen varios tipos básicos en el 2012:
- LWR - Light Water Reactors (Reactores de agua ligera): utilizan como refrigerante y moderador el agua. Como combustible uranio enriquecido. Los más utilizados son los PWR (Pressure Water Reactor o reactores de agua a presión) y los BWR (Boiling Water Reactor o reactores de agua en ebullición): 264 PWR y 94 BWR en funcionamiento en el 2007.

- CANDU - Canada Deuterium Uranium (Canadá deuterio uranio): Utilizan como moderador y refrigerante agua pesada (compuesta por dos átomos de deuterio y uno de oxígeno). Como combustible utilizan uranio natural: 43 en funcionamiento en el 2007.

- FBR - Fast Breeder Reactors (reactores rápidos realimentados): utilizan neutrones rápidos en lugar de térmicos para la consecución de la fisión. Como combustible utiliza plutonio y como refrigerante sodio líquido. Este reactor no necesita moderador: 4 operativos en 2007. Solo uno en operación.

- AGR - Advanced Gas-cooled Reactor (reactor refrigerado por gas avanzado): usa uranio como combustible. Como refrigerante utiliza CO2 y como moderador grafito: 18 en funcionamiento en 2007.

- RBMK - Reactor Bolshoy Moshchnosty Kanalny (reactor de canales de alta potencia): Utiliza grafito como moderador y agua como refrigerante. Uranio enriquecido como combustible. Puede recargarse en marcha. Tiene un coeficiente de reactividad positivo. El reactor de Chernóbil era de este tipo. Existían 12 en funcionamiento en 2007.

- FBNR Reactor de Lecho Fijo, un reactor de lecho fijo es un reactor modular de 4 generación, en el cual la cámara de combustible se encuentra separado de la cámara de reacción

- ADS - Accelerator Driven System (sistema asistido por acelerador): utiliza una masa subcrítica de torio, en la que se produce la fisión solo por la introducción, mediante aceleradores de partículas de neutrones, en el reactor. Se encuentran en fase de experimentación, y se prevé que una de sus funciones fundamentales sería la eliminación de los residuos nucleares producidos en otros reactores de fisión.

## Ventajas y desventajas de las centrales nucleares
Las centrales nucleares presentan una serie de ventajas y desventajas como fuente de generación de energía eléctrica.

### Ventajas
Una de las ventajas de los reactores nucleares actuales es que casi no emiten contaminantes al aire (aunque periódicamente surgen pequeñas cantidades de gases radiactivos)[cita requerida], y los residuos producidos son muchísimo menores en volumen y más controlados que los residuos generados por las plantas alimentadas por combustibles fósiles. En esas centrales térmicas convencionales que utilizan combustibles fósiles (carbón, petróleo o gas), se emiten gases de efecto invernadero (CO2 principalmente), gases que producen lluvia ácida (SO2 principalmente), carbonilla, metales pesados, miles de toneladas anualmente de cenizas, e incluso material radiactivo natural concentrado (NORM). En una central nuclear los residuos sólidos generados son del orden de un millón de veces menores en volumen que los contaminantes de las centrales térmicas.
El uranio enriquecido utilizado en las centrales nucleares no sirve para construir un arma nuclear ni para usar uranio procedente de ellas. Para ello se diseñan los reactores en ciclos de alto enriquecimiento o bien se usan diseños como reactores tipo RBMK usados para la generación de plutonio.
Últimamente se investigan centrales de fisión asistida, donde parte de los residuos más peligrosos serían destruidos mediante el bombardeo con partículas procedentes de un acelerador (protones seguramente) que por espalación producirían neutrones que a su vez provocarían la transmutación de esos isótopos más peligrosos. Esta sería una especie de central de neutralización de residuos radiactivos automantenida. El rendimiento de estas centrales sería en principio menor, dado que parte de la energía generada se usaría para la transmutación de los residuos. Se estima que la construcción del primer reactor de transmutación (Myrrha) comenzará en el año 2040.

### Desventajas
El peligro para la población proviene de varios factores: 1) accidente en una central atómica, 2) ataque terrorista, 3) peligrosidad de los residuos y su alto poder contaminante del medio ambiente, 4) vertederos nucleares, 5) posible desviación de los residuos para la producción de armas de destrucción masiva.
Cabe aclarar que los residuos no son útiles para generar bombas nucleares y sus residuos son almacenados durante un periodo de tiempo suficiente para que tenga una nula o minúscula carga radiactivo y los ataques terroristas no son culpa de los reactores nucleares, solo de los estados irresponsables y los terroristas.
Los reactores nucleares generan residuos radiactivos. Algunos de ellos con un semiperiodo elevado, como el americio, el neptunio o el curio y de una alta toxicidad. Los detractores de la energía nuclear hacen hincapié en el peligro de esos residuos que duran cientos e incluso miles de años.
Algunos reactores nucleares se utilizaron para generar plutonio 239 utilizado en el armamento nuclear. Los reactores civiles generan plutonio pero el plutonio 239 (requerido en las armas nucleares) aparece mezclado con altas proporciones de plutonio 240, 238 y 242, lo hace inviables para uso militar.
Los accidentes nucleares más graves han sido: Mayak (Rusia) en 1957, Windscale (Gran Bretaña) en 1957, Three Mile Island (Estados Unidos) en 1979, Chernóbil (Ucrania) en 1986, Tokaimura (Japón) en 1999 y Fukushima (Japón) 2011.
La peligrosidad de los residuos nucleares es un tema altamente controvertido. Estos se suelen asociar a la generación de energía nuclear de fisión, sin embargo existen infinidad de fuentes radiactivas empleadas en diversos usos que también son enterradas en cementerios nucleares. La mayoría de los países tienen empresas nacionales encargadas de la gestión de estos residuos, en España las centrales nucleares pagan una tasa que va destinada a un fondo para la gestión de estos residuos y la desmantelación de las centrales nucleares cuando terminen su ciclo de vida. En la actualidad existe un almacén definitivo destinado al enterramiento del combustible gastado (Depósito de combustible nuclear gastado Onkalo), antes, se suelen mantener en piscinas en los mismos emplazamientos de los reactores o en almacenes centralizados. Para muchos esta es la opción más razonable puesto que en el combustible gastado conserva el 95% del uranio, lo que permitirá en el futuro su reutilización, de hecho algunos países ya lo hacen pero la técnica es costosa, se trabaja en abaratarla, como pretende el Reactor Nuclear BN-800, que tiene un hermano de 1200 MW (Reactor Nuclear BN-1200) en construcción, cuyo objetivo es rentabilizar y hacer un modelo comercial de reactor que se alimente de residuos nucleares, reduzca su radiactividad y al final del ciclo en este tipo de reactor, quedar listo para volver a ser utilizado en un reactor nuclear convencional, este ciclo se repetería hasta agotar el Uranio y Plutonio del combustible nuclear que lo volverá a convertir en residuo con la excepción de que su radiactividad será sustancialmente menor.

## Aplicaciones
- Generación nuclear:
  - Producción de calor para la generación de energía eléctrica.
  - Producción de calor para uso doméstico e industrial.[cita requerida]
  - Producción de hidrógeno mediante electrólisis de alta temperatura.
  - Desalación.[cita requerida]
- Propulsión nuclear:
  - Marítima.
  - Cohetes de propulsión térmica nuclear (propuesta).
  - Cohetes de propulsión nuclear pulsada (propuesta).
- Transmutación de elementos:
  - Producción de plutonio, utilizado para la fabricación de combustible de otros reactores o de arma nuclear.
  - Creación de diversos isótopos radiactivos, como el americio utilizado en los detectores de humo, o el cobalto-60 y otros que se utilizan en los tratamientos médicos.
- Aplicaciones de investigación, incluyendo:
  - Su uso como fuentes de neutrones y de positrones (p. ej. para su uso de análisis mediante activación neutrónica o para el datado por el método de datación potasio-argón).
  - Desarrollo de tecnología nuclear.

## Reactor nuclear de fusión
Instalación destinada a la producción de energía mediante la fusión nuclear. Tras más de 60 años de investigación en este campo, se ha logrado mantener una reacción controlada, si bien aún no es energéticamente rentable.
La mayor dificultad se halla en soportar la enorme presión y temperatura que requiere una fusión nuclear (que sólo es posible encontrar de forma natural en el núcleo de una estrella). Además este proceso requiere una enorme inyección de energía inicial (aunque luego se podría automantener ya que la energía desprendida es mucho mayor)
Actualmente existen dos líneas de investigación, el confinamiento inercial y el confinamiento magnético.
El confinamiento inercial consiste en contener la fusión mediante el empuje de partículas o de rayos láser proyectados contra una partícula de combustible, que provocan su ignición instantánea.
Los dos proyectos más importantes a nivel mundial son el NIF (National Ignition Facility) en Estados Unidos y el LMJ (Laser Mega Joule) en Francia.
El confinamiento magnético consiste en contener el material a fusionar en un campo magnético mientras se le hace alcanzar la temperatura y presión necesarias. El hidrógeno a estas temperaturas alcanza el estado de plasma.
Los primeros modelos magnéticos, americanos, conocidos como Stellarator generaban el campo directamente en un reactor toroidal, con el problema de que el plasma se filtraba entre las líneas del campo.
Los ingenieros rusos mejoraron este modelo dando paso al Tokamak en el que un arrollamiento de bobina primario inducía el campo sobre el plasma, aprovechando que es conductor, y utilizándolo de hecho como un arrollamiento secundario. Además la resistencia eléctrica del plasma lo calentaba.
El mayor reactor de este tipo, el JET (toro europeo conjunto) ha conseguido condiciones de fusión nuclear con un factor Q>0,7. Esto significa que el ratio entre la energía generada por fusión y la requerida para sostener la reacción es de 0.7. Para que la reacción se auto sostenga deben alcanzarse parámetros superiores a Q>1 y más aún para su viabilidad económica. El primer objetivo debe ser alcanzado con el proyecto ITER y el segundo con DEMO.
Se ha comprometido la creación de un reactor aún mayor, el ITER uniendo el esfuerzo internacional para lograr la fusión. Aun en el caso de lograrlo seguiría siendo un reactor experimental y habría que construir otro prototipo para probar la generación de energía, el llamado proyecto DEMO.

### Posibles combustibles para reactores de fusión nuclear
La reacción óptima para producir energía por fusión es la del deuterio y tritio debido a su elevada sección eficaz. Es también, por ello, la más usada en las pruebas experimentales. La reacción es la siguiente:
D + T → 4He + n
Obtener deuterio no es difícil ya que es un elemento estable y abundante que se formó en grandes cantidades en la sopa primordial de partículas (véase Big Bang). En el agua una parte por cada 6500 presenta deuterio en lugar de hidrógeno, por lo que se considera que existe una reserva inagotable de deuterio. En un reactor automantenido la reacción deuterio-tritio generaría energía y neutrones. Los neutrones son la parte negativa de la reacción y hay que controlarlos ya que las reacciones de captación de neutrones en las paredes del reactor o en cualquier átomo del reactivo pueden inducir radiactividad. De hecho, los neutrones, con tiempo suficiente pueden llegar a debilitar la estructura del propio contenedor con el consecuente riesgo de que se produzcan peligrosas fisuras. Para ello están los moderadores y blindajes de neutrones tales como el agua pesada, el berilio, el sodio o el carbono como moderadores muy usados en las centrales de fisión, o el boro y el cadmio, usados como productos que paran completamente los neutrones absorbiéndolos. Si se quiere fabricar un reactor realmente limpio habrá que buscar otras fórmulas. Se ha planteado una doble solución al problema de los neutrones y al de la abundancia del tritio. El tritio no se encuentra en la naturaleza ya que es inestable así que hay que fabricarlo. Para obtenerlo se puede recurrir a las centrales de fisión, donde se puede generar por la activación del hidrógeno contenido en el agua, o al bombardeo del litio, material abundante en la corteza terrestre, con neutrones.
6Li + n → 4He + T
7Li + n → 4He + T +n
Hay dos isótopos estables del litio el litio-6 y el litio-7 siendo este último mucho más abundante. Por desgracia, la reacción que absorbe neutrones es la que se da con el litio-6, el menos abundante. Todo esto tampoco evita que muchos neutrones acaben impactando con las paredes del propio reactor con la subsiguiente fabricación de átomos radiactivos. A pesar de ello una de las propuestas para el ITER es la de recubrir las paredes con litio-6 el cual pararía una buena parte de los neutrones para producir más tritio. Debido a todos estos problemas se están investigando otras reacciones de sección eficaz alta pero más limpias. Una de la más prometedoras es la del deuterio más helio-3.
D + ³He → 4He + p
El problema en esta reacción reside en la menor sección eficaz con respecto a la de deuterio-tritio y en la propia obtención del helio-3 que es el isótopo más raro de dicho elemento. Los protones no entrañan tanto peligro como los neutrones ya que estos no serán fácilmente captados por los átomos debido a la barrera coulombiana que deben atravesar cosa que con las partículas de carga neutra como los neutrones no ocurre. Además un protón puede ser manipulado mediante campos electromagnéticos. Una solución para obtener helio-3 artificialmente sería la de incorporar, en el propio reactor, la reacción deuterio-deuterio.
D + D → ³He + n
El problema es que, de nuevo, obtenemos un neutrón residual, lo que nos devuelve de nuevo al problema de los neutrones. Quizá la clave fuera la obtención de helio-3 natural, pero este es extremadamente raro en la Tierra. Hay que tener en cuenta que el poco helio-3 natural que se produce por radiactividad tiende a escapar de nuestra densa atmósfera. Lo curioso es que dicho isótopo es abundante en la Luna. Se encuentra esparcido por su superficie y proviene del viento solar que durante miles de millones de años ha bañado la desnuda superficie lunar con sus partículas ionizadas. Este helio lunar podría ser, en un futuro, la clave para los reactores de fusión.
Mientras tanto se está investigando en materiales que aunque se activen, solo den lugar a isótopos de vida media corta, con lo que dejando reposar un periodo corto a esos materiales, podrían considerarse como residuos convencionales (no radiactivos). El problema principal, en cualquier caso, seguiría estando en la dificultad de mantener en condiciones al armazón del núcleo sin que este se deteriorara y hubiese que cambiarlo cada poco tiempo.